# 异白樱蛤
异白樱蛤（学名：Macoma incongrua），是帘蛤目樱蛤科白樱蛤属的一种。主要分布于韩国、中国大陆，常栖息在潮间带至潮下带10米左右。